# 犬山市
犬山市（日语：／ Inuyama shi */?）是位於日本愛知縣西北部的城市。
轄區西半部屬於濃尾平原，東半部為丘陵地，木曾川自北側通過，木曾川也是在此開始離開山區，因此從這開始往西南方向形成大規模的沖積扇。

## 人口
| 犬山市人口分布圖 |                                               |  |
| 犬山市與日本全國年齡別人口分布比較圖 （2005年資料） | 犬山市的年齡、男女別人口分布圖 （2005年資料） |  |
| ■紫色是犬山市 ■綠色是全国 | ■藍色是男性 ■紅色是女性                       |  |
| 犬山市人口變化 \| 1970年 \| 50,594人 \| \| \| 1975年 \| 58,731人 \| \| \| 1980年 \| 64,614人 \| \| \| 1985年 \| 68,723人 \| \| \| 1990年 \| 69,801人 \| \| \| 1995年 \| 71,342人 \| \| \| 2000年 \| 72,583人 \| \| \| 2005年 \| 74,294人 \| \| \| 2010年 \| 75,198人 \| \| \| 2015年 \| 74,308人 \| \| \| 2020年 \| 73,090人 \| \| |                                               |  |
| 資料來源：日本總務省統計中心提供之人口普查數據 |                                               |  |
| 1970年 | 50,594人                                      |  |
| 1975年 | 58,731人                                      |  |
| 1980年 | 64,614人                                      |  |
| 1985年 | 68,723人                                      |  |
| 1990年 | 69,801人                                      |  |
| 1995年 | 71,342人                                      |  |
| 2000年 | 72,583人                                      |  |
| 2005年 | 74,294人                                      |  |
| 2010年 | 75,198人                                      |  |
| 2015年 | 74,308人                                      |  |
| 2020年 | 73,090人                                      |  |

## 歷史
過去在令制國時代屬於尾張國丹羽郡，15世紀中織田伊势守家的織田廣近受命在此地建設木之下城，16世紀初織田彈正忠家的織田信康將居城自木之下城遷移至北側木曾川邊新建的犬山城，由於在木曾川對岸有中山道的鵜沼宿，此地因位於中山道進入尾張國的入口而逐漸發展；16世紀中織田信長在犬山城之戰擊敗織田信清後曾先後由家臣池田恆興和五男織田勝長擔任犬山城主，16世紀末的小牧、长久手之战也是自犬山城引燃戰火。
17世紀江戶時代後尾張藩的御附家老成瀨正成成為犬山城主，此後直到19世紀江戶時代結束此地都是成瀨氏的領地，也由於位於中山道轉往名古屋城的稻置街道入口，在此也設有犬山宿，犬山城的城下町逐漸成為周邊區域的經濟中心。
19世紀末明治維新實施廢藩置縣後，原屬各藩的區域分別改隸屬名古屋縣和犬山縣，直到1872年的第一次府縣整併後全部區域隸屬新整併的名古屋縣，而名古屋縣在四個月後更名為愛知縣。
1889年日本實施町村制，過去犬山城城下町及犬山宿的區域被劃設為犬山町，而現在的犬山市轄區在當時還包括犬山町週邊的樂田村、羽黑村、岩田村、今井村、善師野村、岩橋村、高雄村七個行政區劃；1906年愛知縣進行町村整併後，此區域內被整併為犬山町、城東村、池野村和樂田村、羽黑村。這五個行政區劃在1954年合併為現在的犬山市。

### 變遷表
| 1889年10月1日 | 1889年 - 1944年      | 1889年 - 1944年            | 1945年 - 1954年           | 1955年 - 1989年           | 1989年 - 現在             | 現在                      |
| ------------- | -------------------- | -------------------------- | ------------------------- | ------------------------- | ------------------------- | ------------------------- |
| 高雄村        | 高雄村               | 1906年10月1日 合併為扶桑村 | 1952年8月1日 改制為扶桑町 | 1952年8月1日 改制為扶桑町 | 1952年8月1日 改制為扶桑町 | 1952年8月1日 改制為扶桑町 |
| 高雄村        | 高雄村               | 1906年10月1日 合併為犬山町 | 1954年4月1日 合併為犬山市 | 1954年4月1日 合併為犬山市 | 1954年4月1日 合併為犬山市 | 1954年4月1日 合併為犬山市 |
| 岩橋村        |                      | 1906年10月1日 合併為犬山町 | 1954年4月1日 合併為犬山市 | 1954年4月1日 合併為犬山市 | 1954年4月1日 合併為犬山市 | 1954年4月1日 合併為犬山市 |
| 犬山町        |                      | 1906年10月1日 合併為犬山町 | 1954年4月1日 合併為犬山市 | 1954年4月1日 合併為犬山市 | 1954年4月1日 合併為犬山市 | 1954年4月1日 合併為犬山市 |
| 岩田村        | 岩田村               | 1906年10月1日 合併為城東村 | 1954年4月1日 合併為犬山市 | 1954年4月1日 合併為犬山市 | 1954年4月1日 合併為犬山市 | 1954年4月1日 合併為犬山市 |
| 善師野村      |                      | 1906年10月1日 合併為城東村 | 1954年4月1日 合併為犬山市 | 1954年4月1日 合併為犬山市 | 1954年4月1日 合併為犬山市 | 1954年4月1日 合併為犬山市 |
| 今井村        | 今井村               | 1906年10月1日 合併為城東村 | 1954年4月1日 合併為犬山市 | 1954年4月1日 合併為犬山市 | 1954年4月1日 合併為犬山市 | 1954年4月1日 合併為犬山市 |
| 今井村        | 1890年10月6日 池野村 |                            | 1954年4月1日 合併為犬山市 | 1954年4月1日 合併為犬山市 | 1954年4月1日 合併為犬山市 | 1954年4月1日 合併為犬山市 |
| 樂田村        |                      |                            | 1954年4月1日 合併為犬山市 | 1954年4月1日 合併為犬山市 | 1954年4月1日 合併為犬山市 | 1954年4月1日 合併為犬山市 |
| 羽黑村        |                      |                            | 1954年4月1日 合併為犬山市 | 1954年4月1日 合併為犬山市 | 1954年4月1日 合併為犬山市 | 1954年4月1日 合併為犬山市 |

## 交通
位於市中心的犬山車站是名古屋鐵道犬山線、小牧線、廣見線三條鐵路的交會站，而各務原線的列車在營運上也會跨過木曾川駛至本站，使得犬山車站實際上成為四條鐵路營運路線的交會站；藉由這四條鐵路可以分別往南前往名古屋市市區，往西接往江南市、岩倉市，往北通往各務原市、岐阜市，往東則是可兒市。
犬山市內並沒有高速公路通過，以東北－西南方向貫穿市中心的國道41號是主要的聯外道路。
市內的客運路線主要由犬山市政府委託葵交通經營的犬山社區巴士所營運，其路線以犬山車站和綜合犬山中央醫院為中心，連結市內多數聚落；岐阜巴士也在市區內開設了兩條路線。

### 鐵路
- 名古屋鐵道
  - 犬山線：（←扶桑町） - 犬山口車站 - 犬山車站 - 犬山遊園車站 - （各務原市）
  - 小牧線：（←小牧市） - 樂田車站 - 羽黑車站 - 五郎丸信號場（日语：五郎丸信号場） - 犬山車站
  - 廣見線：犬山車站 - 富岡前車站 - 善師野車站 - （可兒市→）

## 觀光資源
位於市區北側臨木曾川的犬山城雖然僅餘下天守，但卻是現存最古老的天守，也已被日本政府列為國寶；犬山城周邊及木曾川沿岸區域也是著名的賞櫻景點。位於犬山城南側的針綱神社在每年四月第一週週末舉辦的犬山祭也被列為國家重要無形民俗文化財產。
在市區東側入鹿池旁的博物馆明治村是以日本明治時代為主題的主題樂園，同時也自日本各地遷建了許多明治時代的建築至此，因而也成為露天博物館。
在犬山市東部與可兒市交界處的野外民族博物館小小世界則是以世界各民族建築為主題的露天博物館，其內有移自22個國家的33個建築設施，並展示自70個國家收集來的多樣的民族資料。

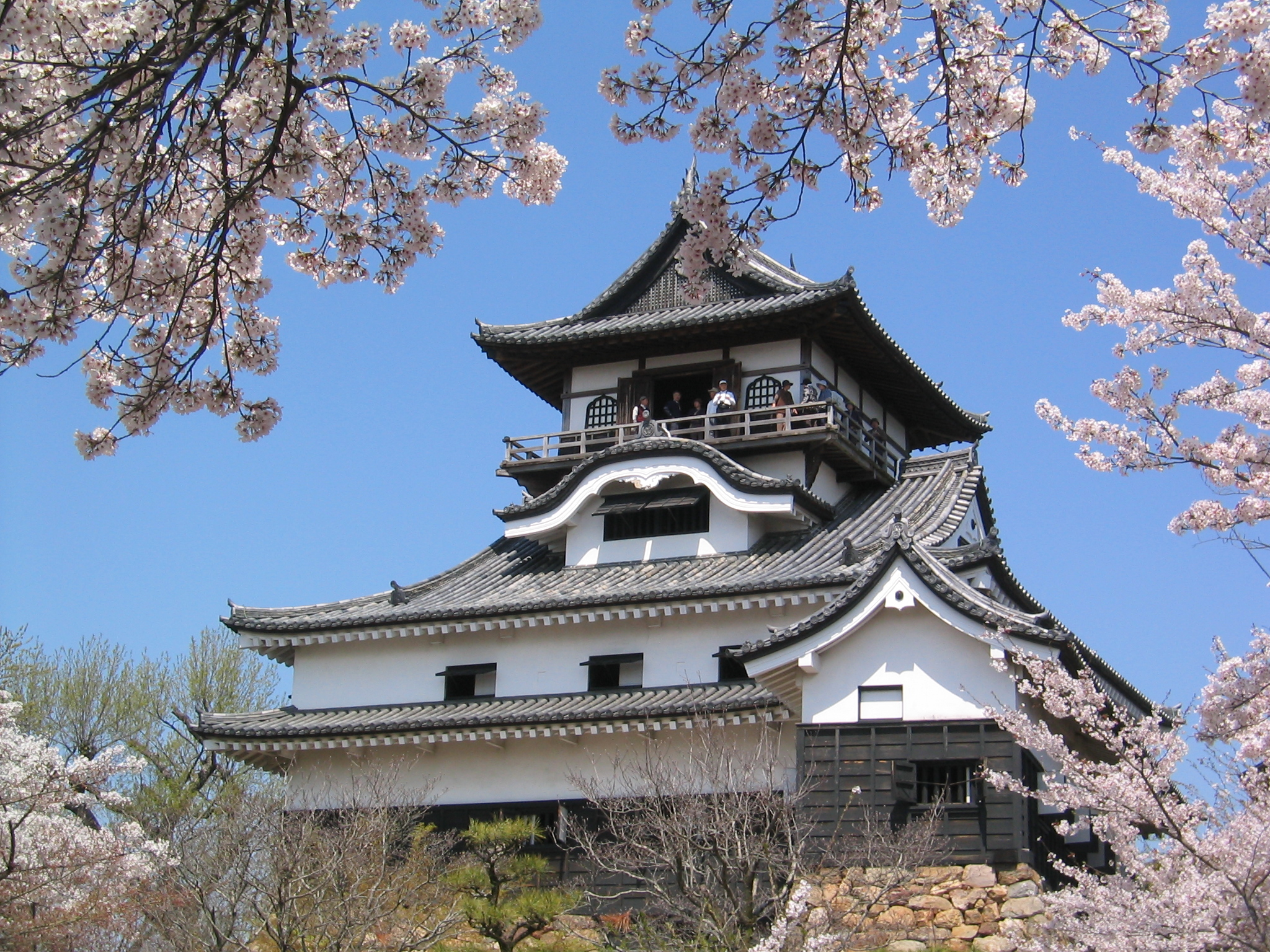
犬山城的天守閣與櫻花
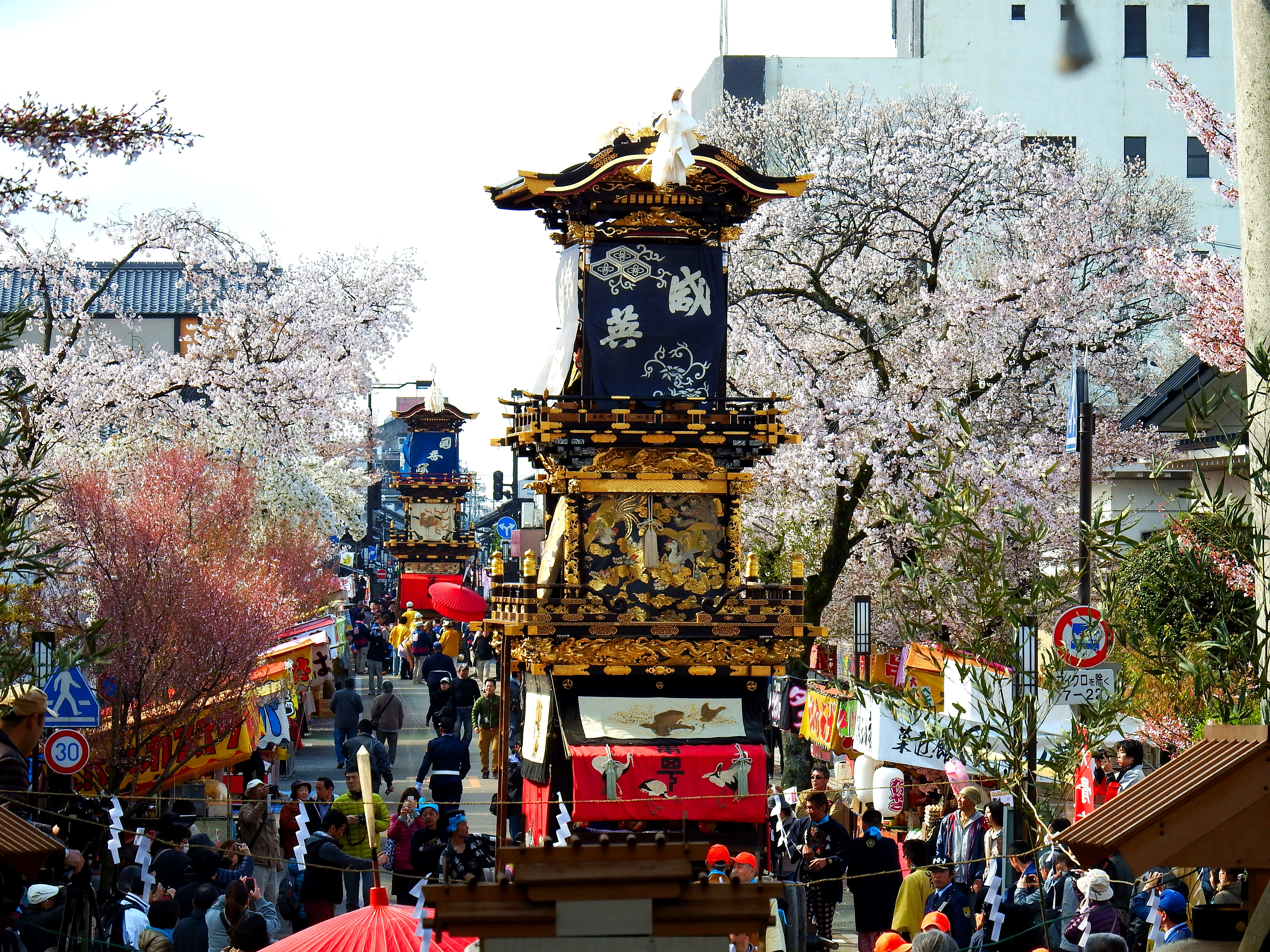
犬山祭
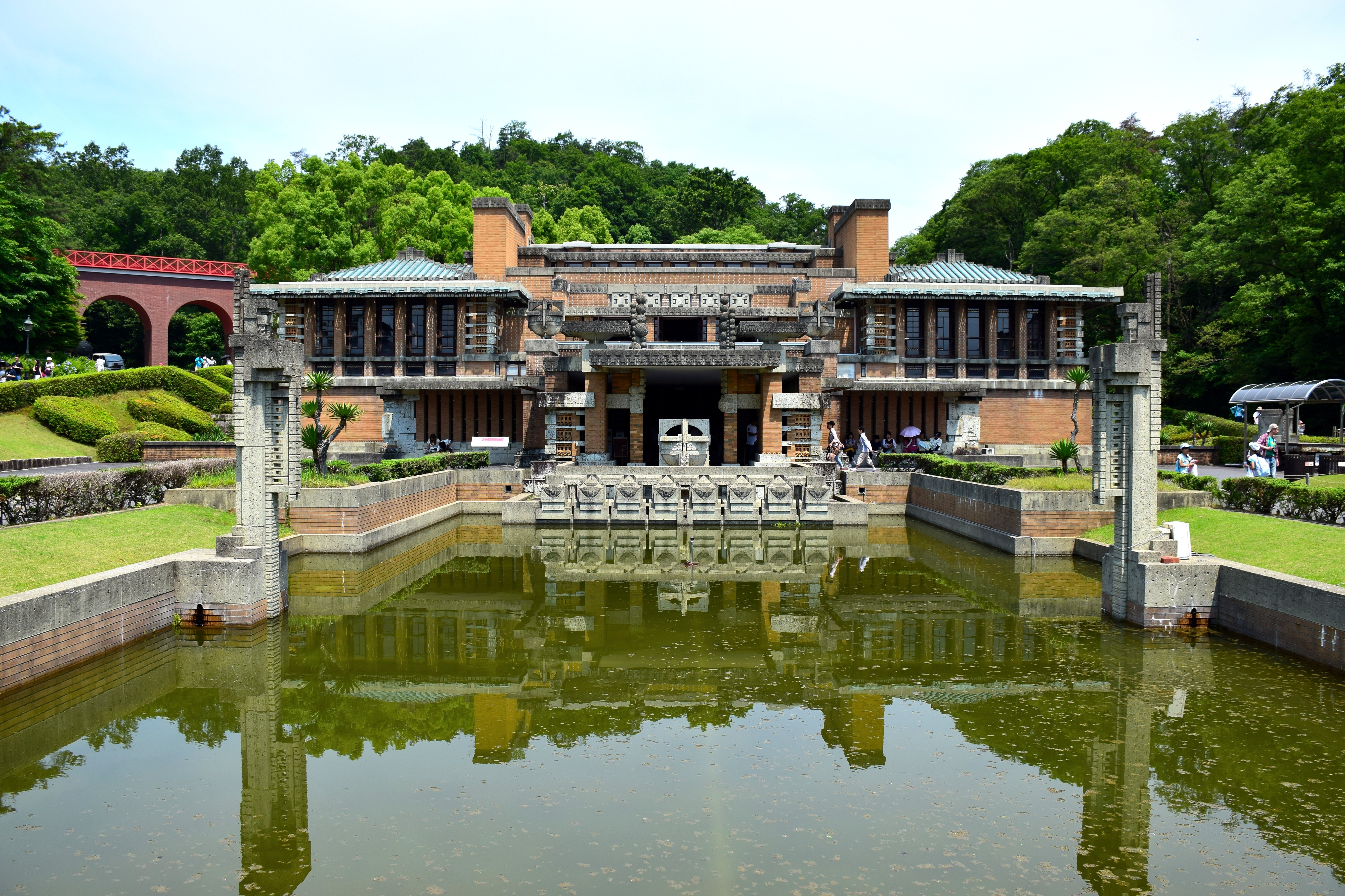
博物館明治村
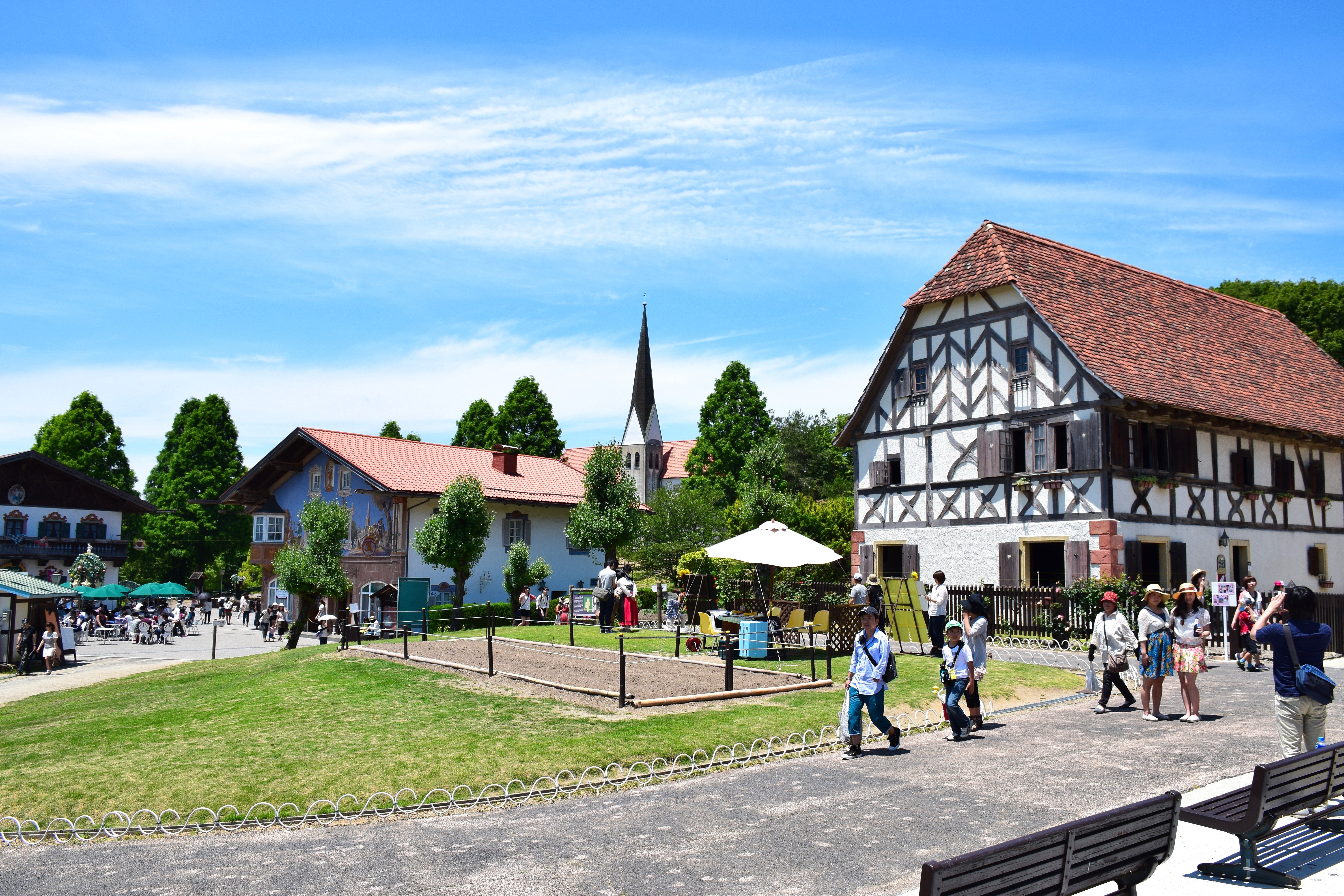
野外民族博物館小小世界

## 教育
以商學、法學、管理學領域為主的名古屋經濟大學位於犬山市南部。在北部則有京都大學的靈長類研究所，東部山區中則有名古屋大學的犬山地震、地殼變動觀測所。

## 姊妹、友好城市

### 日本
- 立山町（富山縣中新川郡）
兩地於1973年締結為姊妹城市。[17]
- 日南市（宮崎縣）
過去在17世紀第一代犬山城城主成瀬正成之弟成瀨正武（日语：成瀬正武）曾迎娶來自位於現今日南市的飫肥藩第一代藩主伊東祐兵之女，成瀬正成遭令切腹後，由飫肥藩繼續扶養其子；兩地後因此歷史事件開始交流，並於2000年締結為姊妹城市。[17]
- 各務原市（岐阜縣）
兩地於2011年締結為姊妹城市。[17]
- 丹波篠山市（兵庫縣）
過去在19世紀中第八代犬山城城主成瀨正住（日语：成瀬正住）過世後由於無子可繼承，由位於現在丹波篠山市的篠山藩藩主青山忠良（日语：青山忠良）之子與成瀨正住之女結婚，並入贅至成瀨氏，成為第九代犬山城城主成瀨正肥（日语：成瀬正肥）；兩地後因此歷史事件開始交流，並於2014年締結為姊妹城市。[17]

### 海外
- 襄阳市（中國湖北省）
兩地最初由於金絲猴而開始交流，於1983年締結為友好都市。[17]
- 聖戈阿爾斯豪森（德國萊茵蘭-普法茲）
兩地於1992年締結為友好都市。[17]
- 戴維斯（美國加利福尼亞州優洛郡）
兩地於2001年締結為姊妹城市。[17]
- 咸安郡（韓國慶尚南道）
兩地於2014年締結為姊妹城市。[17]

## 外部連結
- （日語） 犬山市的Facebook專頁
- （日語） 犬山市的X（前Twitter）
- （日語） YouTube上的犬山市官方YouTube「ONE CHAN」頻道
- （日語） 犬山觀光情報 （页面存档备份，存于）